# Lawmen: Bass Reeves

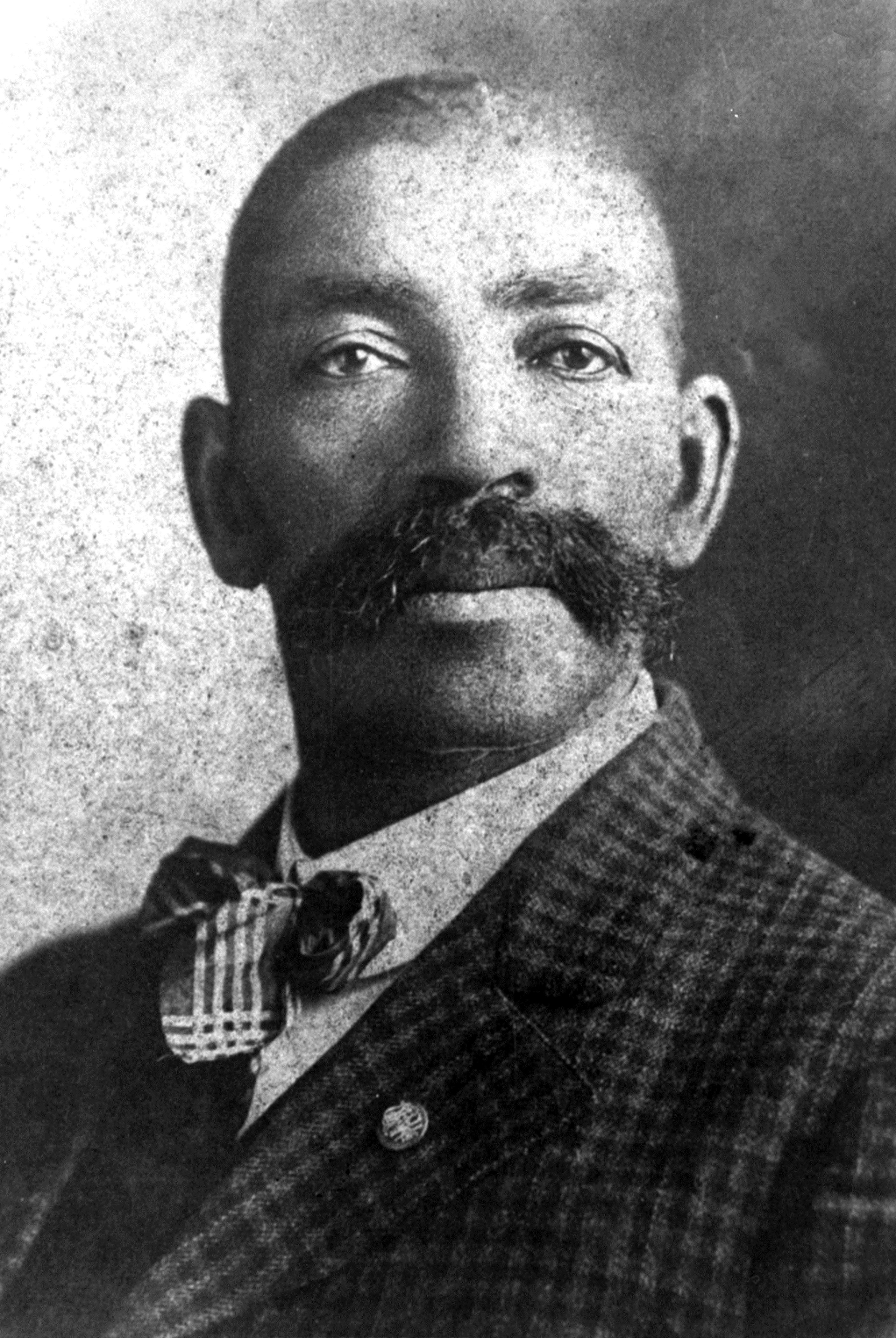
Bass Reeves, estadunidense cuja história serviu de base para a série.

Lawmen: Bass Reeves (em português: Homens da Lei: Bass Reeves) é uma série de televisão estadunidense dos gêneros faroeste, ação e suspense criada e produzida por Chad Feehan e que conta com produção executiva de Taylor Sheridan. 
A série é estrelada por David Oyelowo no papel de Bass Reeves, um ex-escravizado que torna-se o primeiro afro-americano Delegado dos Estados Unidos no Território do Arkansas no final do século XIX. Outros membros do elenco incluem Dennis Quaid, Barry Pepper, Lauren E. Banks, Demi Singleton e Donald Sutherland nos papéis de personagens fictícios e históricos que compuseram o a trajetória biográfica de Reeves. A série estreou em 5 de novembro de 2023 com um total de oito episódios distribuídos pelo serviço de streaming Paramount+.

## Sinopse
Após envolver-se em uma disputa pessoal com seu ex-proprietário, o ex-escravizado Bass foge de sua plantation no Território do Arkansas em 1875. Estabelecendo uma nova vida nas redondezas e com o apoio de sua esposa, Jennie Reeves, Bass assume o sobrenome de seu antigo mestre e sustenta sua família como pequeno agricultor local. Anos mais tarde, os tempos mudam quando Bass é procurado pelo Xerife Sherrill Lynn e ingressa no serviço da lei no Velho Oeste americano. Reeves agora tem de lidar com o preconceito, a criminalidade e as contradições sociais da justiça do Meio Oeste do século XIX.

## Elenco

### Elenco principal
- David Oyelowo como Bass Reeves: Um Delegado dos Estados Unidos que atua na região de Fort Smith, Arkansas. Reeves é um ex-escravizado que lutou brevemente ao lado de seu mestre na Guerra Civil Americana e, após sua fuga, reconstruiu a vida como um modesto chefe de família no Meio Oeste americano do século XIX. Reeves entra para a história como um dos mais honestos homens da lei de sua geração, tendo capturado mais três mil criminosos sem nunca ter sido ferido.
- Lauren E. Banks como Jennie Reeves: Espoa de Bass
- Demi Singleton como Sally Reeves: Filha de Bass
- Forrest Goodluck como Billy Crow: Um jovem Cherokee aficionado por livros e moedas.
- Barry Pepper como Esau Pierce: Líder de um regimento de cavalaria do Exército dos Estados Confederados.
- Dennis Quaid como Sherrill Lynn: Um Xerife e aliado de Bass.
- Donald Sutherland como Juiz Isaac Parker: Um autoritário e temido Juiz Federal na região de Fort Smith, Arkansas. Parker é notório por sua frieza e pragmatismo ao julgar os criminosos, sendo conhecido como "o Juiz Enforcador". Eventualmente, Parker empossa Reeves como um de seus xerifes locais e é o responsável por

## Episódios
| N.º | Título     | Dirigido por              | Escrito por            | Lançamento             |
| --- | ---------- | ------------------------- | ---------------------- | ---------------------- |
| 1 | "Part I"   | Christina Alexandra Voros | Chad Feehan            | 5 de novembro de 2023  |
| Em março de 1862, Bass Reeves sobrevive ao massacre de seu pelotão de Confederados nas redondezas de Pea Ridge, Arkansas. Ao seguir as ordens de seu superior, Reeves se vê encurralado em um conflito entre soldados da União e uma tropa de Cherokees Confederados. Após a batalha, um dos Cherokees, Esau Pierce, reconhece Bass que o questiona sobre sua posição no exército. Major George Reeves, mestre de Reeves, decide retornar para casa por não concordar com as decisões do General Earl Van Dorn. Bass vence George Reeves em uma partida de pôquer. Desconfiando do resultado, os dois brigam e Bass foge da casa temendo ser castigado por ter agredido seu senhor. No caminho, Bass é confrontado por três patrulheiros e, ao não conseguir convencê-los, os mata seguindo adiante. Após passar dias atravessando o deserto, Bass é resgatado por Sara Jumper e passa a viver com sua família em um território indígena Seminole. |            |                           |                        |                        |
| 2 | "Part II"  | Christina Alexandra Voros | Jewel Coronel          | 5 de novembro de 2023  |
| Anos mais tarde, Reeves vive como um agricultor em Crawford, Arkansas. Sem previsão de uma boa colheita, Reeves aceitar ser parceiro do Xerife Cheryll Lynn, que precisa de sua ajuda como tradutor da língua choctaw. Os dois partem em busca de um criminoso conhecido como "One Charlie". Lynn revela ser o único sobrevivente da mítica emboscada ao navio J. R. Williams em 1862, conhecida como a "única batalha naval da Guerra Civil". Lynn e Reeves interceptam a prima de "One Charlie", que revela não concordar com sua vida no crime e deixa pistas sobre o seu paradeiro. A dupla encontra "One Charlie" escondido em uma cabine abandonada no final de uma estrada de ferro. Lynn inicia um intenso tiroteio contra "Charlie", que não se rende e acaba sendo queimado vivo. Lynn e Reeves passam a discordar dos métodos e valores um do outro.                                                                                    |            |                           |                        |                        |
| 3 | "Part III" | Christina Alexandra Voros | Jacob Forman Ning Zhou | 12 de novembro de 2023 |
| Reeves viaja até Fort Smith e se apresenta diante do temido Juiz Isaac Parker. Parker alerta a Reeves que a vida para um oficial da lei exige sacrifícios pessoais e, entretanto, empossa Reeves como vice-xerife. Reeves recebe como primeira missão a captura do assaltante Billy Crow e sua gangue e contrata o informante Garrett Montgomery. Reeves descobre que Montgomery é viciado em cartas e perdeu todo seu patrimônio em apostas no passado. Reeves vence um jogo de cartas contra o enigmático "Big Al" e exige informações sobre o paradeiro Billy como recompensa. |            |                           |                        |                        |